# 인증 프로토콜

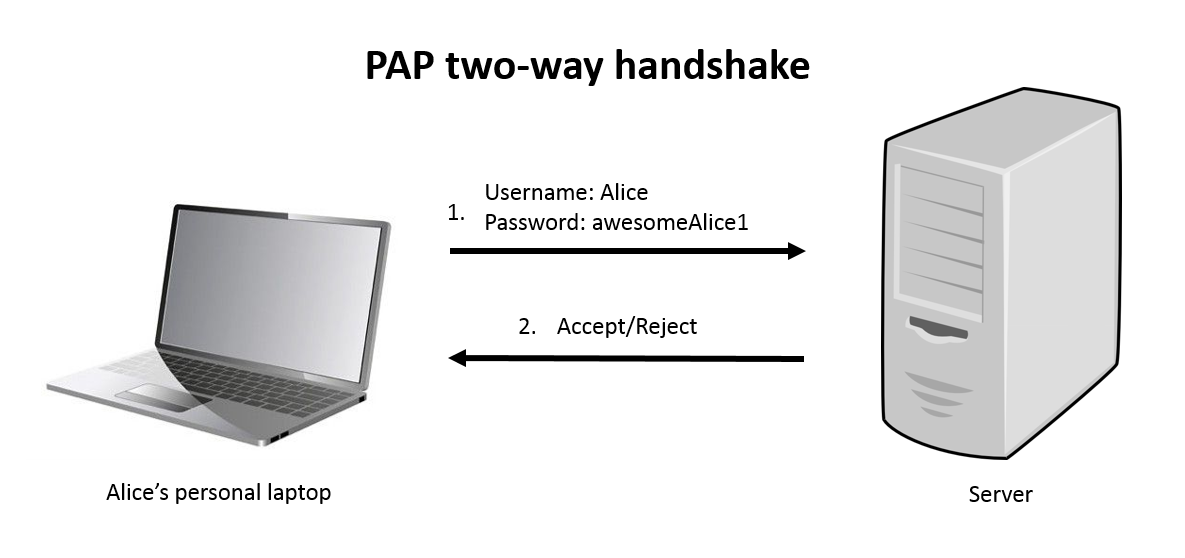
PAP 2방향 핸드셰이크 스킴

인증 프로토콜(Authentication protocol)은 두 실체간 인증 데이터 전송을 위해 설계된, 컴퓨터 통신 프로토콜 또는 암호 프로토콜의 일종이다. 수신하는 실체가 연결 실체를 인증(예: 클라이언트가 서버에 접속)할뿐 아니라 인증과 문법에 필요한 정보 유형을 선언함으로써 스스로를 연결 실체(서버→클라이언트)에 인증하는 것을 가능하게 한다. 컴퓨터 네트워크 내의 안전한 통신에 필요한 가장 중요한 보호 계층이다.

## 인증 프로토콜 목록
- 다이제스트 인증
- 오픈아이디 프로토콜
- SAML

## 같이 보기
- 제목에 "인증 프로토콜" 항목을 포함한 모든 문서